# Elisabeth von Brandenburg (1510–1558)

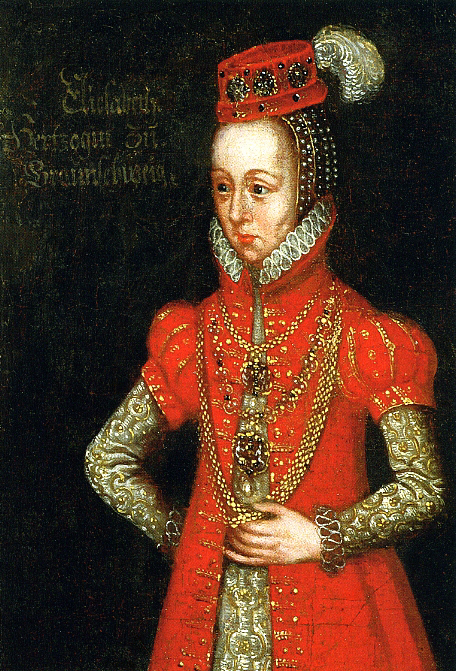
Elisabeth, Tempera um 1600

Elisabeth von Brandenburg (* 24. August 1510 vermutlich in Cölln; † 25. Mai 1558 in Ilmenau) war eine Prinzessin aus dem Haus der Hohenzollern und durch Heirat Herzogin von Braunschweig-Calenberg-Göttingen sowie seit 1546 Gräfin und Frau zu Henneberg. Sie gilt als „Reformationsfürstin“, die zusammen mit dem hessischen Reformator Anton Corvinus die Reformation im heutigen Südniedersachsen durchsetzte.

## Leben und Wirken

### Frühe Jahre (1510–1525)
Elisabeth war das dritte Kind und die zweite Tochter des Kurfürsten Joachim I. von Brandenburg und dessen Frau Elisabeth, Tochter des dänischen Königs Johann I. Ihre Erziehung war streng religiös und humanistisch.
Bereits im Alter von noch nicht ganz 15 Jahren wurde sie am 7. Juli 1525 in Stettin mit dem verwitweten, vierzig Jahre älteren Herzog von Braunschweig-Calenberg-Göttingen, Erich I., verheiratet.
Mit den Ideen der Reformation kam sie bereits 1527 am heimatlichen brandenburgischen Hof in Berührung, als ihre Mutter erstmals das Abendmahl unter beiderlei Gestalt feierte und sich damit offen zu den Lehren Luthers bekannte. Die heftige Reaktion von Elisabeths Vater, der ein Übertreten seiner Frau zum „Protestantismus“ fürchtete, drang bis zu den Wittenberger Reformatoren, die zugunsten der Kurfürstin intervenieren mussten; das mag die Sympathie der damals siebzehnjährigen Elisabeth mit den neuen reformatorischen Ideen noch verstärkt haben.

### Ehe mit Erich I. (1525–1540)

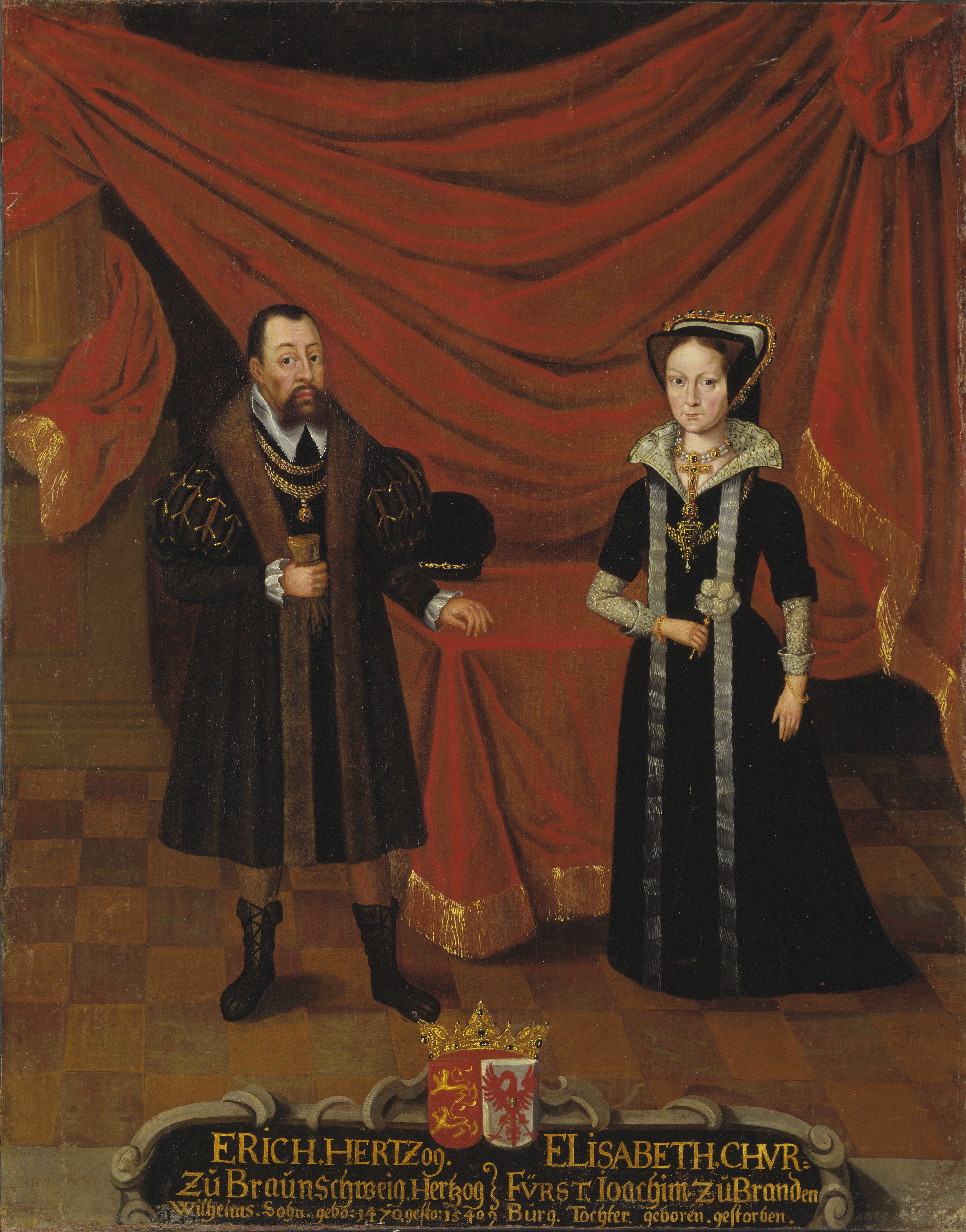
Elisabeth und Erich ca. 1530

Trotz des Altersunterschiedes war die Ehe offenbar nicht vom Scheitern bedroht, was nicht zuletzt darauf zurückzuführen sein dürfte, dass sich Erich meist auf der Erichsburg oder der Feste Calenberg aufhielt, während Elisabeth in ihrer Leibzucht Münden im Welfenschloss Münden weilte.
Dennoch gab es schwere Konflikte. So machte Elisabeth 1528 als gekränkte Ehefrau die langjährige Mätresse ihres Mannes aus dem Landadel, Anna von Rumschottel, für Komplikationen bei ihrer zweiten Schwangerschaft verantwortlich. Sie forderte ihren Mann auf, Anna von Rumschottel als Hexe verbrennen zu lassen, schickte auch selber Spione und Soldaten in das benachbarte Bistum Minden, um sie in ihrem Versteck im Mindener Amtshaus festnehmen zu lassen; doch Anna von Rumschottel entkam. Bei Inquisitionsverfahren gegen angebliche Helferinnen der Rumschottel starben einige der beschuldigten Frauen nach Folterqualen auf dem Scheiterhaufen. Die dann schließlich doch unproblematische Geburt des ersehnten gesunden männlichen Nachkommen Erich II. im August 1528 ließ bei beiden dieses düstere Kapitel schnell in Vergessenheit geraten. Im April 1532 wurde die Tochter Anna Maria geboren.
1535 schließlich erzwang Elisabeth von Erich I. ein einträglicheres Wittum (Witwengut), als ihr durch die Heirat vertraglich zustand: Anstatt des bisherigen Amtes Calenberg im Unterwald, das mit Schloss Calenberg, Neustadt und Hannover wenig Einnahmen brachte, erhielt sie den mit höheren Einnahmen verbundenen Oberwald, der fast das gesamte Fürstentum Göttingen mit den Städten Münden, Northeim und Göttingen umfasste und der ihr auch ein größeres politisches Gewicht verschaffte. Noch zu Lebzeiten ihres Gatten nahm Elisabeth in diesem Gebiet eine quasi selbständige Herrschaftsstellung ein. Durch den Aufbau einer wirtschaftlich soliden Hofverwaltung konnte die Herzogin in Münden eine Art Nebenregierung errichten.
Als Elisabeth 1534 ihre Mutter in Lichtenburg besucht hatte, war sie zum ersten Mal persönlich Martin Luther begegnet, und seit 1538 stand die Fürstin in regelmäßigem Briefkontakt mit dem Reformator. Immer wieder versorgte sie ihn mit Käse und Wein; umgekehrt fanden Maulbeer- und Feigenbaum-Setzlinge sowie eine deutsche Bibelübersetzung mit persönlicher Widmung ihren Weg von Wittenberg nach Münden.
Elisabeth ließ sich am 7. April 1538 im Mündener Schloss den Laienkelch reichen und bekundete damit öffentlich ihre Zugehörigkeit zum lutherischen Glauben. Am 6. Oktober setzte sie den Landgrafen Philipp von Hessen über ihren Übertritt in Kenntnis und holte mit dessen Hilfe den evangelischen Pfarrer und Reformator Antonius Corvinus aus dem nahen Witzenhausen nach Münden. Der offensichtlichen Hinwendung seiner Frau zur lutherischen Lehre stand Herzog Erich I. tolerant gegenüber. Zwar widersprachen die Ansichten Luthers seiner katholischen und kaisertreuen Einstellung, doch bewunderte er andererseits den Mut des Reformators.

### Durchsetzung der Reformation (1540–1545)
Mit Kurfürst Johann Friedrich von Sachsen wusste Elisabeth einen weiteren starken Verbündeten auf ihrer Seite, so dass sie beim Tod Erichs I. am 30. Juli 1540 trotz des erbitterten Widerstands Heinrichs von Braunschweig-Wolfenbüttel gemeinsam mit Landgraf Philipp von Hessen die vormundschaftliche Regierung über das Fürstentum erhielt. Bestärkt wurde sie in den Vorhaben vom Leibarzt und Hofrat Burkhard Mithoff, der in Verbindung zu Martin Luther und Philipp Melanchthon stand. Die fünf Jahre ihrer Vormundschaft nutzte sie zu der Durchsetzung der Reformation und zur Sanierung des fürstlichen Haushalts.
Antonius Corvinus wurde zum Superintendenten des Fürstentums mit Sitz in Pattensen ernannt. Der Jurist Justus von Waldhausen, der in Wittenberg studiert hatte, wurde auf Empfehlung Luthers zum fürstlichen Rat und späteren Kanzler ernannt. Der Mediziner Burckard Mithoff sowie der Hofrichter Justinus Gobler und der Magister Heinrich Campe komplettierten die Mannschaft, mit welcher die Fürstin ihr Reformationswerk durchsetzen wollte.
Bereits 1542 wurde die Calenberger Kirchenordnung für ganz Calenberg-Göttingen verfasst; dieser folgte eine gründliche Kirchenvisitation vom 17. November 1542 bis zum 30. April 1543, an der Elisabeth auch persönlich teilnahm. Eine Klosterordnung vom 4. November 1542 regelte die evangelische Umgestaltung der Klöster. 1544 wurde eine Hofgerichtsordnung erlassen, um auch die Rechtsverhältnisse im Lande zu ordnen. Zudem verfasste die Fürstin eigenhändig zahlreiche geistliche Lieder sowie einen Sendbrief an ihre Untertanen, welcher diese im Glauben stärken sollte.
Als ihr Sohn Erich 1544 die ihm schon in Kindesalter versprochene Agnes von Hessen, Tochter des hessischen Landgrafen Philipp, heiraten sollte, verliebte sich jener in die ebenfalls lutherisch gesinnte Sidonie, die Schwester des sächsischen Herzogs und späteren Kurfürsten Moritz von Sachsen. Auf Drängen ihres Sohnes löste Elisabeth die Verlobung mit dem befreundeten hessischen Hof, und bereits ein Jahr später heiratete Erich am 17. Mai 1545 die zehn Jahre ältere Sidonie.
In einem Regierungshandbuch sammelte Elisabeth wichtige Ratschläge, die ihrem Sohn als Leitfaden für die nun folgende eigene Regierungszeit dienen sollten.

### Enttäuschte Hoffnungen und einsame letzte Jahre (1545–1558)
1546, ein Jahr nach dem Regierungsantritt ihres Sohnes Erich II., schloss Elisabeth mit Graf Poppo XII. zu Henneberg (1513–1574), dem jüngeren Bruder des Ehemanns ihrer ältesten Tochter, die Ehe, wobei sie die Regentschaft über ihre Leibzucht Münden behielt. 
Mit großer Sorge verfolgte sie die Hinwendung ihres Sohnes zum katholischen Glauben, von der er sich Chancen am Kaiserhof erhoffte. Er nahm 1548 das Augsburger Interim an und schreckte auch vor einer Inhaftierung des Reformators Corvinus und des Pattenser Predigers Walter Hoiker (auch Hocker genannt) von 1549 bis 1552 in der Feste Calenberg nicht zurück, die sich gemeinsam mit 140 Geistlichen 1549 auf der Synode von Münden erbittert gegen das Interim gestellt hatte.
Trotz aller Widrigkeiten gelang es der Fürstin 1550, ihre Tochter Anna Maria mit dem über 40 Jahre älteren Herzog Albrecht I. von Brandenburg-Ansbach zu verheiraten, mit welchem Elisabeth schon lange in freundschaftlichem Briefkontakt stand. In einem Ehestandsbuch schrieb sie für ihre Tochter Anna Maria wichtige Ratschläge für das bevorstehende Eheleben auf.
1553, nach der Schlacht bei Sievershausen, wurde Elisabeth durch Herzog Heinrich von Braunschweig-Wolfenbüttel, den Neffen ihres verstorbenen Mannes, aus Münden vertrieben und flüchtete nach Hannover. 1555 siedelte sie ins thüringische Ilmenau in der Grafschaft Henneberg über, wo sie ein letztes Mal die Feder zur Hand nahm und ein Trostbuch für Witwen verfasste, das diese in ihrer Trauer begleiten sollte.
Mit Entsetzen musste sie miterleben, wie ihr Sohn 1557 ihre jüngste, lutherische Tochter Katharina standesgemäß mit dem katholischen Oberburggrafen Wilhelm von Rosenberg verheiratete, um sie wirtschaftlich zu versorgen. Als sich Elisabeth auf den beschwerlichen Weg zur Hochzeit nach Münden aufmachte, musste sie jedoch feststellen, dass Erich ihr absichtlich einen falschen Termin genannt hatte und dass die Trauung schon längst vollzogen war. Mit Bekanntwerden des Ehevertrages erfuhr die Fürstin, dass Katharina ihren lutherischen Glauben behalten sollte und dass sie für sich einen lutherischen Pastor an ihrem Hofe beschäftigen konnte.
Die Quellen berichten, dass Elisabeth ein Jahr später, 1558, vollkommen entkräftet und mit gebrochenem Herzen in Ilmenau verstarb. Ein von ihren Kindern finanziertes Epitaph des Innsbrucker Bildhauers Siegmund Buchlinger mit ihrem Abbild befindet sich seit 1566 in der St.-Ägidien-Kapelle an der St.-Johannis-Kirche zu Schleusingen. Auf dem Sockel findet sich neben einer lateinischen Widmung ihrer Kinder ein von ihr selbst verfasstes Gedicht: Zuvörderst ist mir Jesus Christ / Allzeit gewest das höchste Gut. / Durch seinen Geist gab mir der Mut, / Dass ich mich christlich hab ermannt / Und pflanzt sein Wort in dieses Land.

## Nachkommen
Elisabeth hatte einen Sohn und drei Töchter aus der ersten Ehe mit Herzog Erich I. von Braunschweig-Calenberg:
- Elisabeth (* 8. April 1526; † 19. August 1566) ⚭ (1543) Graf Georg Ernst von Henneberg (1511–1583)
- Erich II., Herzog von Braunschweig-Calenberg (* 10. August 1528; † 17. November 1584)

⚭ (1545–1573) Sidonie von Sachsen (* 8. März 1518; † 4. Januar 1575), Tochter von Heinrich von Sachsen und Katharina von Mecklenburg
⚭ (1576) Dorothea von Lothringen (* 24. August 1545; † 2. Juni 1621), Tochter von Franz I. von Lothringen und Christina von Dänemark
- Anna Maria (* 23. April 1532; † 20. März 1568) ⚭ (1550) Albrecht d. Ä., Markgraf von Brandenburg-Ansbach, Herzog von Preußen (1490–1568)
- Katharina (* 1534; † 10. Mai 1559) ⚭ (1557) Wilhelm von Rosenberg, Oberburggraf von Böhmen (1535–1592)

## Ehrungen
2011 wurde in Hann. Münden der frauenORT Herzogin Elisabeth eröffnet. In dem Rahmen werden Kostüm- und Stadtführungen angeboten und sie wird in der Ausstellung im Städtischen Museum präsentiert. Jährlich wird Ende August der Herzogin-Elisabeth-Tag begangen. An der Fassade des Welfenschlosses Münden ist eine Gedenktafel angebracht worden und vor dem Schloss wurde zu ihrem 500. Geburtstag im Jahr 2010 die Rose Elisabeth gepflanzt. Der frauenORT entstand in Zusammenarbeit von frauenORTE Niedersachsen mit der städtischen Gleichstellungsbeauftragten und der ev.-luth. Stadtkirchengemeinde.

## Archive
- Stadtarchiv Göttingen: Acta religionis et reformationis
- Hauptstaatsarchiv Hannover: Sign. Cal. Br. Archiv
- Stadtarchiv Langenhagen: Sammlung Herzogin Elisabeth von Calenberg

## Werke
- Ein Sendbrief an ihre Untertanen (gedruckt Hannover, 1544)
- Regierungshandbuch für ihren Sohn Erich II. (1545)
- Mütterlicher Unterricht (Ehestandsbuch) für Anna Maria (1550)
- Trostbuch für Witwen (1555, gedruckt 1556) (zweite Auflage Leipzig, 1598)
- Ingeborg Mengel (Hrsg.): Elisabeth von Braunschweig-Lüneburg und Albrecht von Preußen. Ein Fürstenbriefwechsel der Reformationszeit. Göttingen 1954. (zweite unveränderte Auflage. Göttingen 2001, ISBN 3-89744-062-8)

Sowie zahlreiche geistliche Lieder und Gebete, teilweise abgedruckt in:
- Iwan Franz: Elisabeth von Kalenberg-Göttingen als Liederdichterin. In: Zeitschrift des Verein für niedersächsische Geschichte. 1872, S. 183–195.
- Eduard Freiherr von der Goltz: Lieder der Herzogin Elisabeth von Braunschweig-Lüneburg. In: Zeitschrift der Gesellschaft für niedersächsische Kirchengeschichte. 19, 1914, S. 147–208.
- Katharina Talkner, Katharina Schridde (Hrsg.): Mit Lust und Liebe. Das Elisabeth-Brevier. Lutherisches Verlagshaus, 2009, ISBN 978-3-7859-0993-5.